# Чингільтуйське сільське поселення
Чингільту́йське сільське поселення (рос. Чингильтуйское сельское поселение) — сільське поселення у складі Калганського району Забайкальського краю Росії.
Адміністративний центр та єдиний населений пункт — село Чингільтуй.

## Населення
Населення сільського поселення становить 369 осіб (2019; 441 у 2010, 540 у 2002).